# ماشية هاي لاند
ماشية هاي لاند (بالإنجليزية: Highland cattle)‏ هي نوع من الماشية أصلها من اسكتلندا. نشأت في المرتفعات الاسكتلندية وجزر هيبرديس الخارجية في اسكتلندا ولها قرون طويلة ومعطف أشعث طويل. هي سلالة قوية، ولدت لتحمل الظروف العنيفة في المنطقة. أول سجل لها يعود إلى عام 1885؛ تم تسجيل نوعين مختلفين - نوع جزيرة أصغر، وعادة ما يكون أسود، ونوع أكبر من البر الرئيسي كسلالة واحدة. يتم تربيتها في المقام الأول من أجل اللحم، وتم تصديرها إلى العديد من البلدان الأخرى.